# Sustitución de moneda

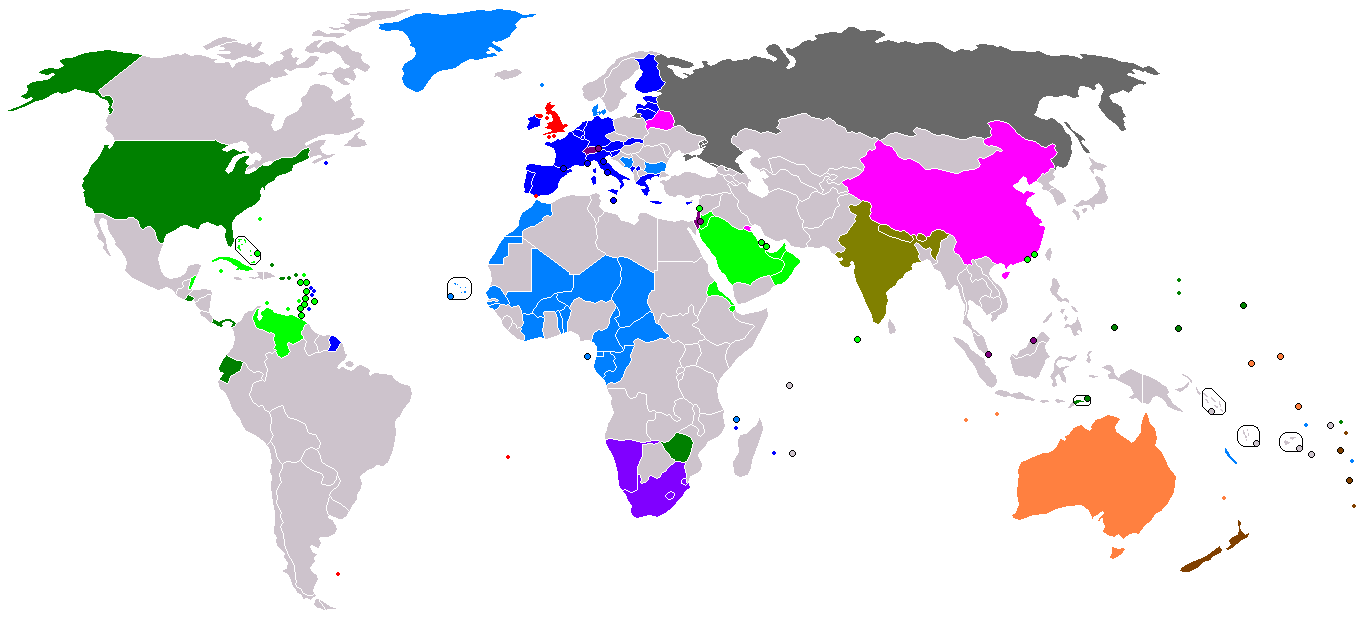
Uso de las monedas extranjeras y paridades cambiarias en el mundo

La sustitución de moneda es el uso de una divisa extranjera en paralelo a la de curso legal, ya sea de manera formal o informal, total o parcial, afectando así la soberanía monetaria del país donde se aplica. Se entiende por lo tanto,que para realizar esto se debe realizar una conversión teniendo en cuenta el valor cambiario a los activos monetarios que se pretenden cambiar.Por su extendido uso internacional, se entiende a la dolarización como sinónimo de este proceso, sin embargo, el dólar estadounidense no es la única moneda utilizada como sustitutivo monetario, siendo del mismo modo el euro, entendida como la eurización fuera de la Eurozona, la segunda más extendida a nivel mundial para estos propósitos en el siglo XXI.
En algunos casos, la sustitución de moneda se realiza de manera oficial por las instituciones financieras nacionales (como los bancos centrales) luego de profundas crisis económicas y sus problemáticas asociadas, como la hiperinflación y la devaluación, tal como sucedió en los casos de Ecuador, El Salvador y Zimbaue; mientras que en algunas economías pequeñas, como la de Liechtenstein, les resulta impráctico mantener un sistema monetario propio, adoptando el franco suizo, de su país vecino, como moneda oficial. Asimismo, esta sustitución ocurre cuando los residentes de un país, de forma voluntaria y progresiva, deciden mantener o cambiar sus activos financieros a una moneda extranjera, tal como ocurrió en Argentina y Perú en los años 1990 con el dólar, como también en Cuba y Venezuela de manera informal en la actualidad.

## Tipos de sustitución
Los tipos de sustitución monetaria se pueden subdividir en dos categorías:
- Por su naturaleza legal: formal (oficial), semioficial (parcial) e informal (no oficial).
- Por la cantidad de activos utilizados: total o parcial.

## Medidores
Existen dos indicadores económicos principales para poder dimensionar de manera formal u oficial la sustitución de moneda: la primera mediante la participación de los depósitos en moneda extranjera dentro de un sistema bancario nacional, además de la participación de los depósitos en moneda extranjera realizado por todos los residentes de un país a nivel nacional y el de sus residentes nacionales en la banca en el exterior. 